# Andronikaschwili (Familie)

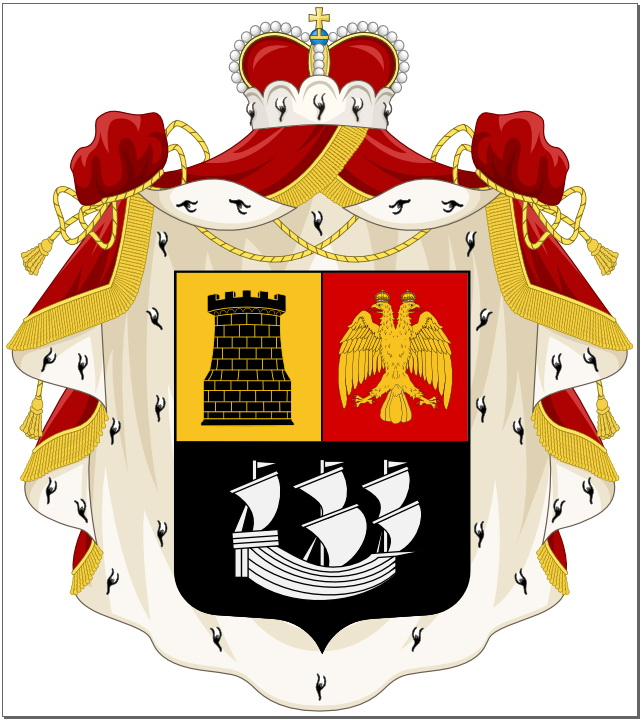
Wappen der Fürsten Andronikow (Andronikashvili) im Russischen Kaiserreich (1826)

Das Haus der Andronikaschwili (georgisch ანდრონიკაშვილები, griechisch: Andronikopoulos), gelegentlich auch als Endronikashvili (ენდრონიკაშვილები) bezeichnet, war ein gräfliches Adelsgeschlecht in Georgien, das seine Abstammung auf den byzantinischen Kaiser Andronikos I. zurückführte. Die Familie spielte eine bedeutende Rolle im politischen, militärischen und religiösen Leben Georgiens. Nach der russischen Annexion Georgiens im Jahr 1801 wurde das Geschlecht im Jahr 1826 unter dem Namen Knjaz Andronikov (russisch: Андрониковы) offiziell in den russischen Adel aufgenommen.

## Herkunft
Der Familienname Andronikashvili, was so viel bedeutet wie „Kinder [Nachkommen] des Andronikos“, ist in urkundlichen Quellen seit dem 16. Jahrhundert belegt. Einer mündlichen Überlieferung zufolge soll die Familie jedoch von Alexios Komnenos (ca. 1170–1199) abstammen, einem unehelichen Sohn des byzantinischen Kaisers Andronikos I. Komnenos (reg. 1183–1185) und dessen Geliebter sowie Verwandter Theodora Komnene, der verwitweten Königin von Jerusalem. Nach der Absetzung und der grausamen Ermordung des Kaisers soll Alexios an den Hof seiner Verwandten, Tamar von Georgien, geflüchtet sein, die ihm ein Landgut in der östlich gelegenen georgischen Provinz Kachetien überlassen habe.
Trotz der fragmentarischen Überlieferung über die Herkunft der Andronikashvili hielt der Historiker Cyril Toumanoff (1976) diese Abstammung für plausibel. Hingegen deuten Quellen, die von Kuršankis (1977) zusammengetragen wurden, darauf hin, dass es sich möglicherweise lediglich um eine Legende handelt. Toumanoff nahm zudem an, dass die Linie der sogenannten „Provinzkönige“ von Alastani (ca. 1230–1348), die in georgischen Quellen genannt wird und unter anderem eine Person mit dem Namen Andronike umfasst, den georgischen Komnenoi/Andronikashvili zuzuordnen sei.

## Status und Besitztümer
Die Güter der Familie Andronikashvili befanden sich im südöstlichen Teil von Kachetien, einem der drei Königreiche, die nach dem Zerfall des vereinigten georgischen Königreichs im späten 15. Jahrhundert entstanden. Ihr angestammtes Lehen war unter dem Namen Saandroniko (საანდრონიკო) bzw. Saendroniko (საენდრონიკო) bekannt und umfasste mehrere Dörfer, darunter Melaani, Chalaubani und Pkhoveli. Im 16. Jahrhundert erwarb die Familie das Amt des obersten Konstablers (mouravi) von K’iziqi, das in der Hauptlinie erblich wurde – diese Linie wurde gelegentlich als Abelashvili (აბელაშვილები) bezeichnet. Im 17. Jahrhundert gelangte ein anderer Zweig der Familie – bekannt als Zurabashvili (ზურაბაშვილები) – zu einer vergleichbaren Stellung in Martqopi.
Zusammen mit den Familien Cholokashvili und Abashidze zählten die Andronikashvili zu den Erstklassigen Großen des Königreichs Kachetien. Sie bekleideten zentrale politische, diplomatische und militärische Ämter am Hof und zeichneten sich durch besondere Loyalität gegenüber der königlichen Dynastie der Bagrationi aus, mit der sie auch durch Heiratsverbindungen verbunden waren. In den 1780er-Jahren fungierten sie als Militärgouverneure des Khanats Gandscha, das unter König Erekle II. zeitweise unter georgische Kontrolle geriet. Mehrere Familienmitglieder dienten außerdem als Bischöfe von Bodbe, Ninotsminda, Alawerdi und Nekresi.

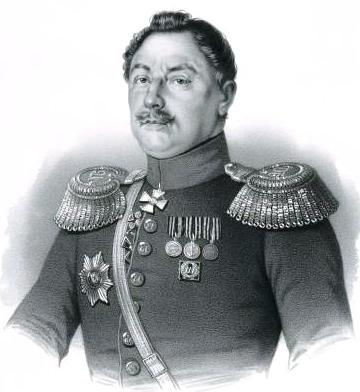
General Ivane Andronikashvili – das bedeutendste Familienmitglied des 19. Jahrhunderts

Nach der russischen Annexion Georgiens im Jahr 1801 wurde die Familie 1826 offiziell im Rang eines Knjaz (Fürsten) bestätigt und diente fortan überwiegend in der russischen Armee.
Nach der Oktoberrevolution 1917 und der bolschewistischen Machtübernahme gelang es dem damaligen Familienoberhaupt Jesse Andronikashvili (russifiziert: Andronikow), seine Familie nach Frankreich in Sicherheit zu bringen. Er selbst jedoch verbrachte mehrere Jahre in sowjetischen Gefängnissen und wurde schließlich im Jahr 1937 erschossen. Sein Sohn, Constantin Andronikof (1916–1997), wurde französischer Diplomat, Dekan des orthodoxen theologischen Instituts St. Sergius in Paris und war als Übersetzer der theologischen Schriften Sergei Bulgakows ins Französische tätig.